# Shea Stadium
William A. Shea Municipal Stadium, normalt forkortet til Shea Stadium, var et baseballstadion i New York. Stadionet var hjemsted for New York Mets hold i Major League Baseball og lå i bydelen Flushing i Queens på Long Island. Den første kamp blev spillet i 1964 på stadionet med plads til 55.601 tilskuere. Fra 1964 til 1983 havde det amerikanske fodboldhold New York Jets også hjemmebane på stadionet. Shea Stadium blev i 2009 afløst af Citi Field, der er bygget ved siden af, og området, hvor Shea Stadion lå, er blev lavet til parkeringsanlæg.

## Koncerter
Udover sportskampe, har en lang række musikere givet koncerter på Shea Stadium. En af de meste kendte koncerter i rock/pop-musikkens historie er The Beatles' koncert den 15. august 1965, da The Beatles åbnede deres nordamerikanske turne for et rekordstort publikum på 55.600 tilskuere. Beatles' koncert på Shea Stadium var den første rockkoncert i historien afviklet på et større stadion. Udover The Beatles har en række andre rockmusikere og bands givet koncerter på Shea Stadium, herunder Grand Funk Railroad, Janis Joplin, Paul Simon, Creedence Clearwater Revival, Steppenwolf, Miles Davis, The Who, The Clash og Rolling Stones og  The Police.

## Eksterne links
- Wikimedia Commons har flere filer relateret til Shea Stadium

40°45′20″N 73°50′53″V / 40.755555555556°N 73.848055555556°V